# Gale Hansen
Gale Hansen (* 1960 in Minneapolis) ist ein ehemaliger US-amerikanischer Schauspieler.

## Leben
Hansen wurde in Minneapolis geboren und wuchs in Seattle auf.  Bekannt wurde er durch seine Rolle des Charles (Charlie) Dalton in dem Film Der Club der toten Dichter. Bis Ende der 1990er Jahre spielte er dann kleinere Rollen, darunter in 17 Folgen der Serie Class of ’96. 1998 spielte er seine letzte Nebenrolle in einer Folge der Serie X-Factor: Das Unfassbare. Inzwischen arbeitet er bei einer Filmfirma in Beverly Hills.
Hansen ist seit 1986 verheiratet mit der Schauspielerin Evangeline Quiroz, mit der er zwei Söhne hat.  

## Filmografie
- 1983: Zelig
- 1989: Der Club der toten Dichter (Dead Poets Society)
- 1991: D.O.G. Verbotene Tricks (Under Surveillance)
- 1991: S.E.A.L.S. – Die härteste Elitetruppe der U.S. Marines (The Finest Hour)
- 1992: Double Vision (Fernsehfilm)
- 1992: Sex, Liebe und Freundschaft (Shaking the Tree)
- 1993: Class of ’96 (Fernsehserie)
- 1994: Mord ist ihr Hobby (Murder, She Wrote, Fernsehserie, Episode 11.10)
- 1998: X-Factor: Das Unfassbare (Beyond Belief: Fact or Fiction, Fernsehserie, Episodenrolle)